# Eurüdiké illír királyné
Eurüdiké (ógörög Εὐρυδίκη, latin Eurydice) illír királyné, az i. e. 212 körültől i. e. 189/181-ig az Illír Királyságban uralkodó III. Pleuratosz felesége, az utolsó illír király, Genthiosz anyja.
Apja Amünandrosz athaman király király volt, aki leányát i. e. 220-ban adta feleségül az Illír Királyság ardiata uralkodóházához tartozó Szkerdilaidasz fiához, Pleuratoszhoz. Eurüdikének már volt egy fia, Karavantiosz, aki később Genthiosz féltestvéreként az Illír Királyság egyik hadvezére lett. Pleuratosz és Eurüdiké frigyéből két fiúgyermek született: Genthiosz és Platór. Férje III. Pleuratosz néven i. e. 212 körültől lett az illírek uralkodója, és az i. e. 189–181 közötti évek valamelyikében halt meg. Fia, Genthiosz követte őt a trónon, aki édestestvérét, Platórt szerelemféltésből és a hatalomért folyó harcban megölette, majd nőül vette öccse menyasszonyát, Etutát. Genthiosz uralkodása során fokozatosan szembefordult a Római Köztársasággal, majd az i. e. 168. évi harmadik római–illír háború során megsemmisítő vereséget szenvedett a rómaiaktól. A trónjáról letaszított király és családtagjai – köztük édesanyja, Eurüdiké – az itáliai Iguviumban, száműzetésben fejezték be életüket.